# 팔손이
팔손이(학명: Fatsia japonica)는 두릅나뭇과의 늘푸른 넓은잎 떨기나무이다. 한국과 일본, 대만 등에 분포하는 아열대식물이다.

## 형태
키는 1~3m이며, 둥근 잎은 어긋나나 가지 끝에서는 긴 잎자루 끝에 뭉쳐나는데, 잎의 길이는 20∼40cm로 매우 크고 잎몸이 7~9개로 크게 갈라져서 손바닥을 편 것 같다. 나무 이름도 잎이 흔히 여덟 갈래로 갈라져서 붙었다.
겨울의 문턱인 10~11월에 꽃이 피는데, 가지 끝에서 자잘한 흰색 꽃이 둥글게 우산 모양으로 모여 달리고, 이들이 여럿 모여서 커다란 원추꽃차례를 이룬다. 흰색 꽃은 길이 5mm 정도로 조그맣고, 꽃잎과 수술이 다섯 개이며 꽃자루도 하얗다. 원추꽃차례는 길이 20~40cm, 지름 5~8cm 정도이다. 열매는 다음해 오뉴월에 여는데, 둥글고 까만 것들이 여러 개씩 모여 달린다.

## 한국의 팔손이
한국에서는 제주도를 비롯한 경상남도 및 전라남도 등 남부 지방의 해안가 근처의 숲에 자란다. 남해 통영 비진도, 거제도에 자생하며 남부 섬 지방이나 바닷가에 많이 심는다. 직사광선에 잎이 상하므로 그늘진 곳에서 잘 자란다. 대한민국에서는 통영 비진도의 팔손이나무 자생지가 천연기념물로 보호받는다. 제주에서는 정원에 관상용으로 많이 심어졌다.

## 관리 및 번식법
관리법 : 부엽질이 많은 토양과 햇볕이 잘 드는 곳에 심는다.
번식법 : 5월에 결실하는 종자를 수분기가 조금 있게 만들어 땅에 묻거나 냉장보관 후 가을이나 이듬해 봄에 뿌린다.

## 사진

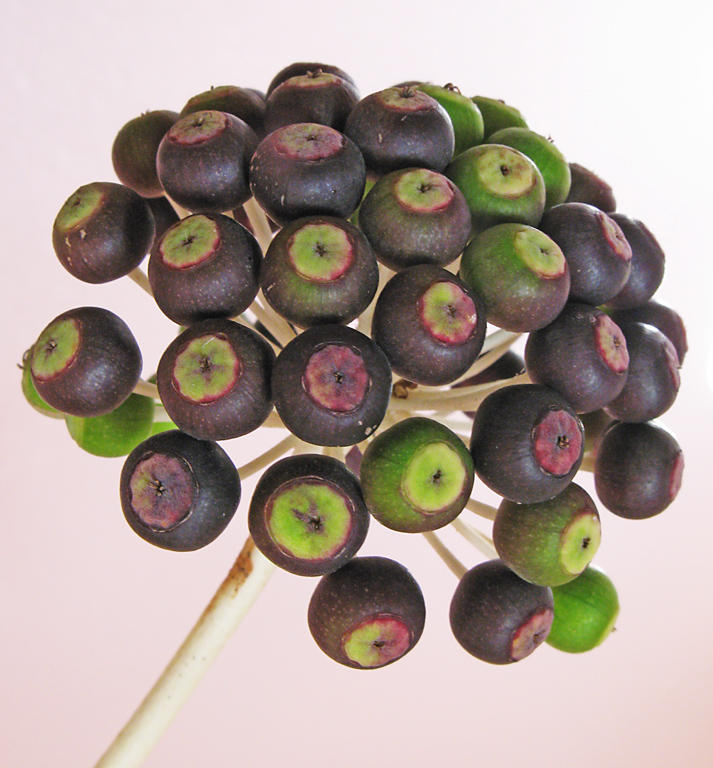
열매
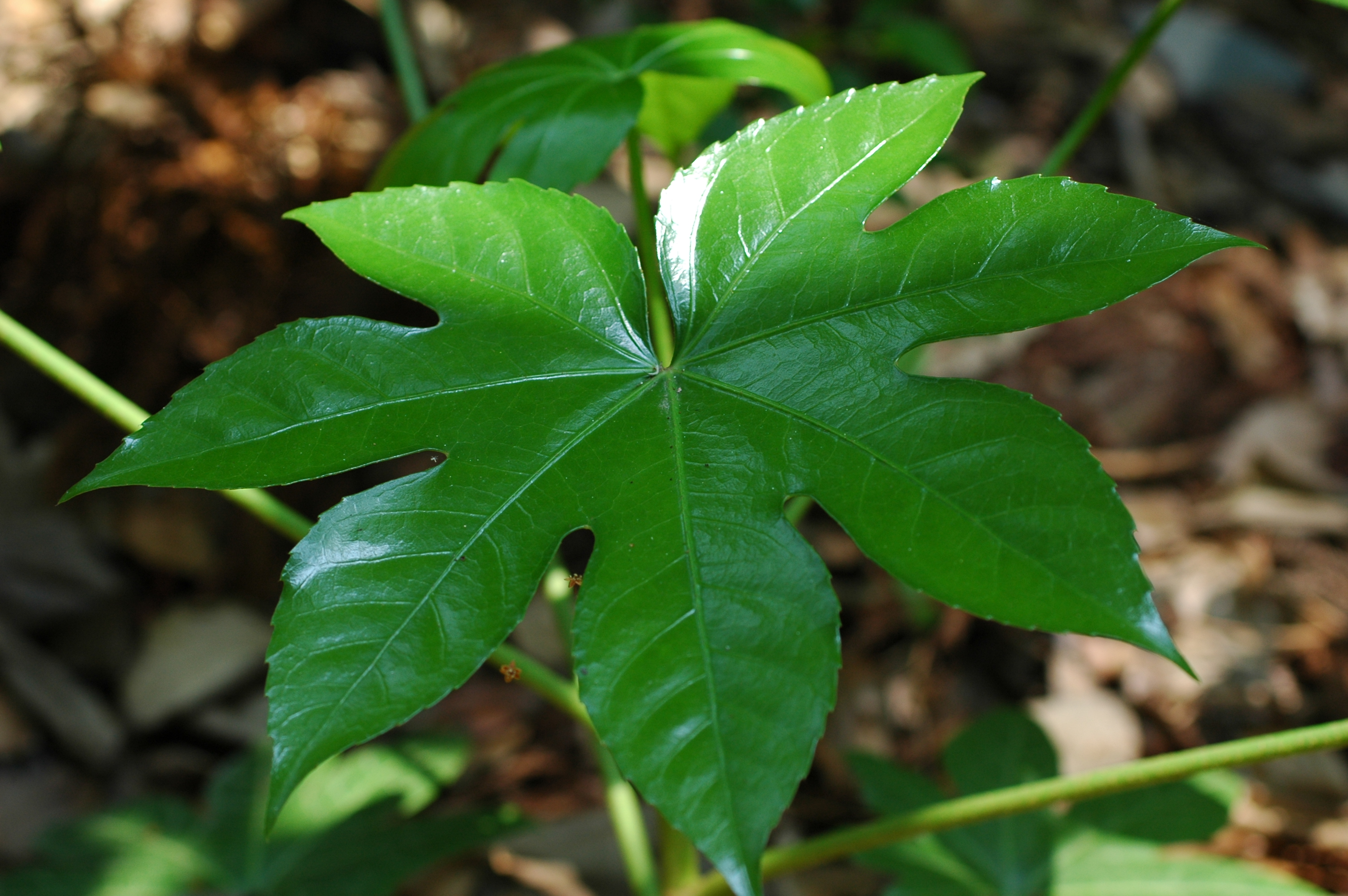
잎
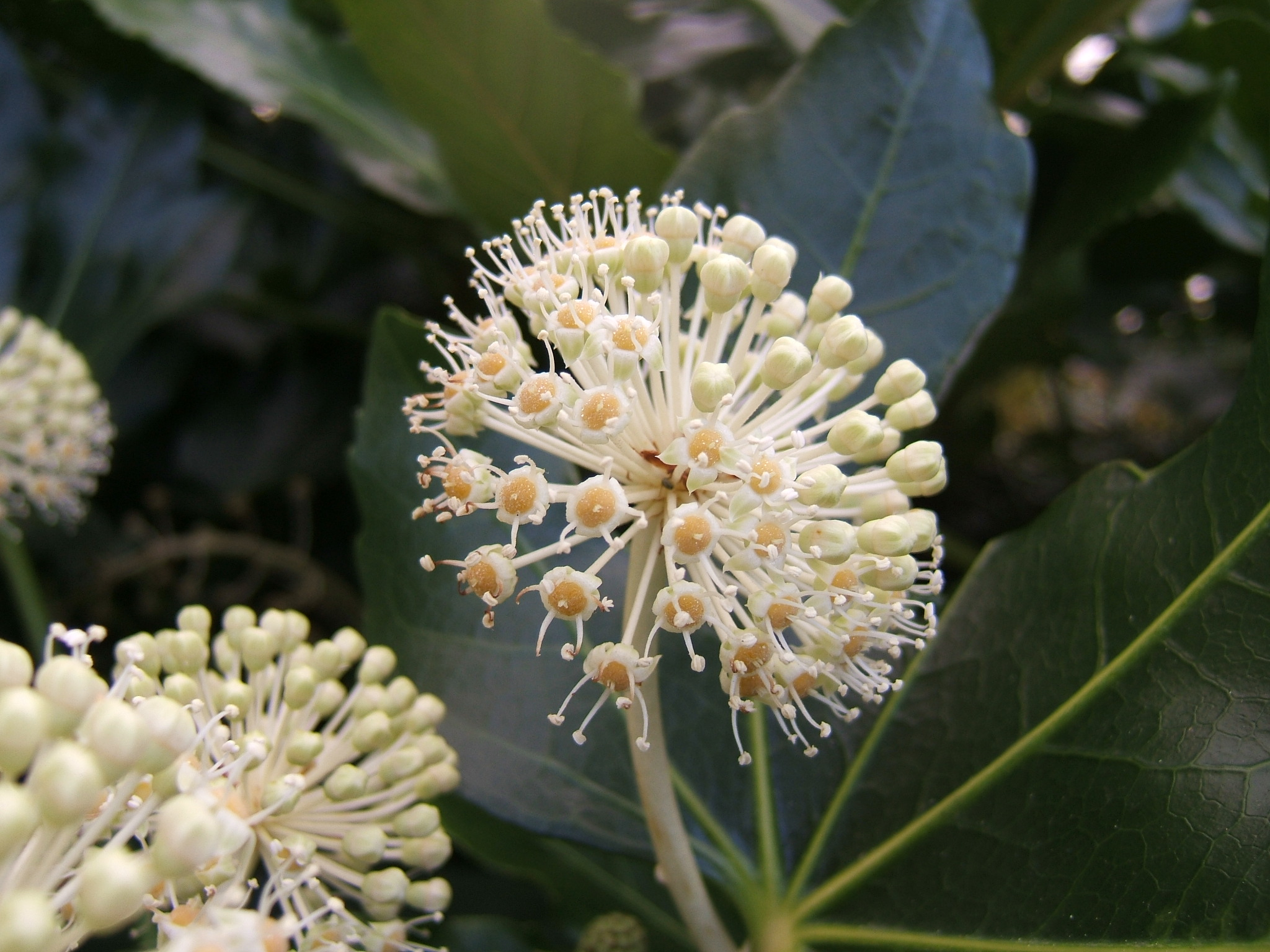
산형꽃차례

## 참고 자료
- 《우리가 정말 알아야 할 우리 나무 백 가지》(현암사, 1995) ISBN 89-323-0830-6
- 《조경수목 핸드북》(광일문화사, 2000) ISBN 89-85243-25-X
- 《나무 쉽게 찾기》(진선출판사, 2004) ISBN 978-89-7221-414-4